# Carlos Augusto Álvarez
Carlos Augusto Álvarez Maya (Medellín, Colombia, 6 de octubre de 1965) es un exfutbolista colombiano. Se desempeñaba como defensa izquierdo, y su último equipo fue el Club Necaxa de la Primera División Mexicana.
Actualmente fundó su club (Club Deportivo A.S.) equipo en el que él mismo es técnico.

## Clubes
| Club                   | País     | Año         |
| ---------------------- | -------- | ----------- |
| Independiente Medellín | Colombia | 1984 - 1986 |
| Deportivo Cali         | Colombia | 1987 - 1991 |
| Deportivo Pereira      | Colombia | 1992        |
| Millonarios            | Colombia | 1993 - 1995 |
| Deportivo Cali         | Colombia | 1996 - 1998 |
| Deportes Quindío       | Colombia | 1998 - 1999 |
| Deportivo Pasto        | Colombia | 2000        |
| Independiente Medellín | Colombia | 2000 - 2001 |
| Club Necaxa            | México   | 2001-2003 * |

- Solo disputó el Invierno 2001 ya que pertenecía su carta hasta el 2003.

## Palmarés

### Campeonatos nacionales
| Título                | Club           | País     | Año     |
| --------------------- | -------------- | -------- | ------- |
| Campeonato colombiano | Deportivo Cali | Colombia | 1995-96 |